# Annandale (Virginia)
Annandale è un census-designated place (CDP) degli Stati Uniti d'America, situato nello stato della Virginia, nella contea di Fairfax. Vi si trovano le residenze padronali delle piantagioni di Oak Hill, Ossian Hall e Ravensworth.